# Succursale (religion)
Pour les articles homonymes, voir Succursale (homonymie).
Une succursale est une église créée afin de suppléer à l'insuffisance de l'église paroissiale. 
L'attribution de ce statut débouchait généralement sur l'érection en paroisse.
Le Concordat de 1801, qui réorganise la religion catholique en France après la tourmente révolutionnaire, prévoit une église principale par canton, dont le curé, nommé par l'évêque, doit obtenir l'agrément de l'État (du préfet) ; les églises des autres paroisses du canton ont seulement le statut de succursales ; à leur tête se trouve un desservant, choisi librement par l'évêque du diocèse.  
Ces desservants n'étaient pas canoniquement curés et ne recevaient aucune rémunération de l'état ,jusqu'au décret du 31 mai1804 